# Kanzelwagen

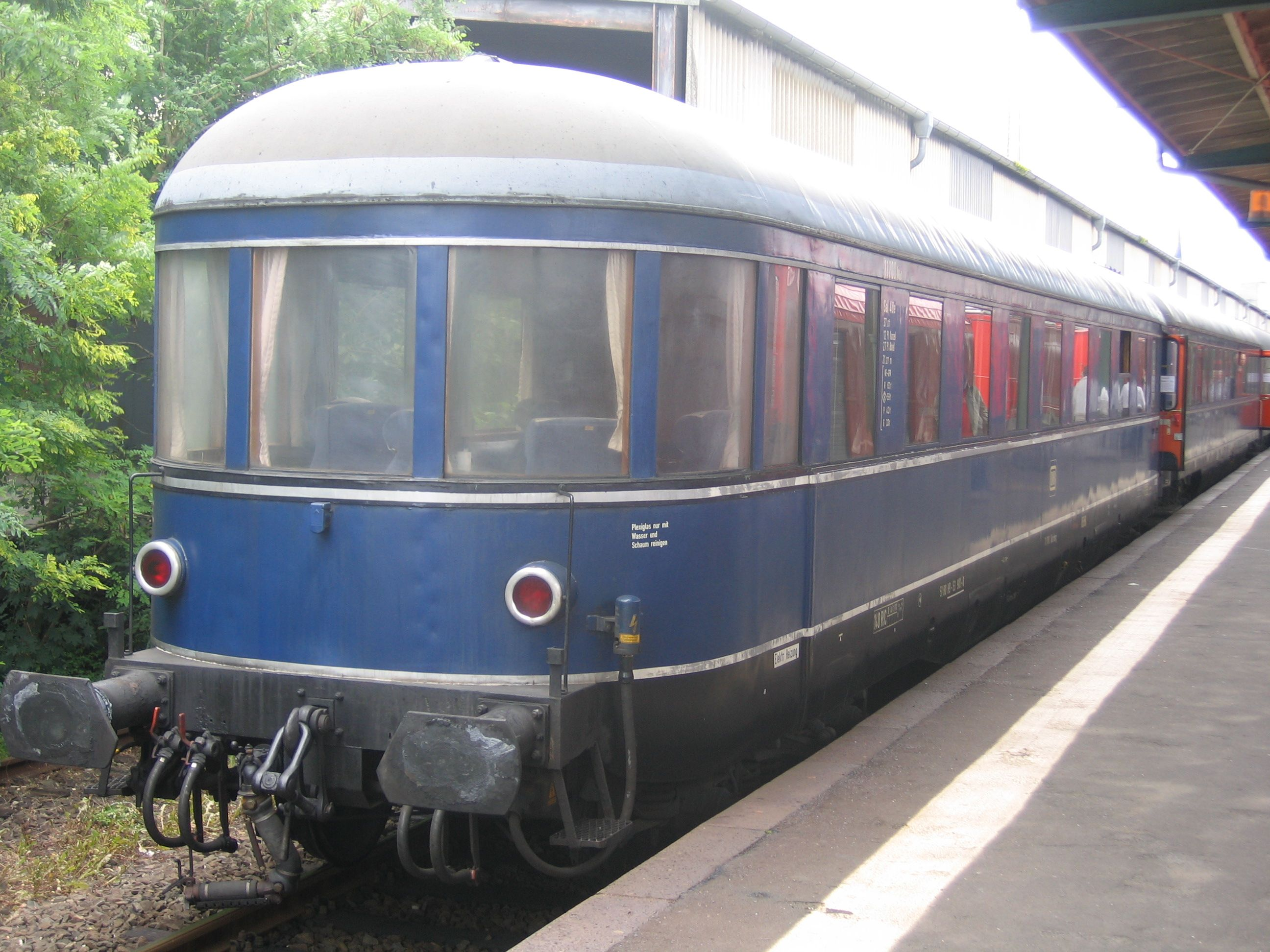
Kanzelwagen des Gegenzuges der Henschel-Wegmann-Garnitur im Einsatz für den Blauen Enzian

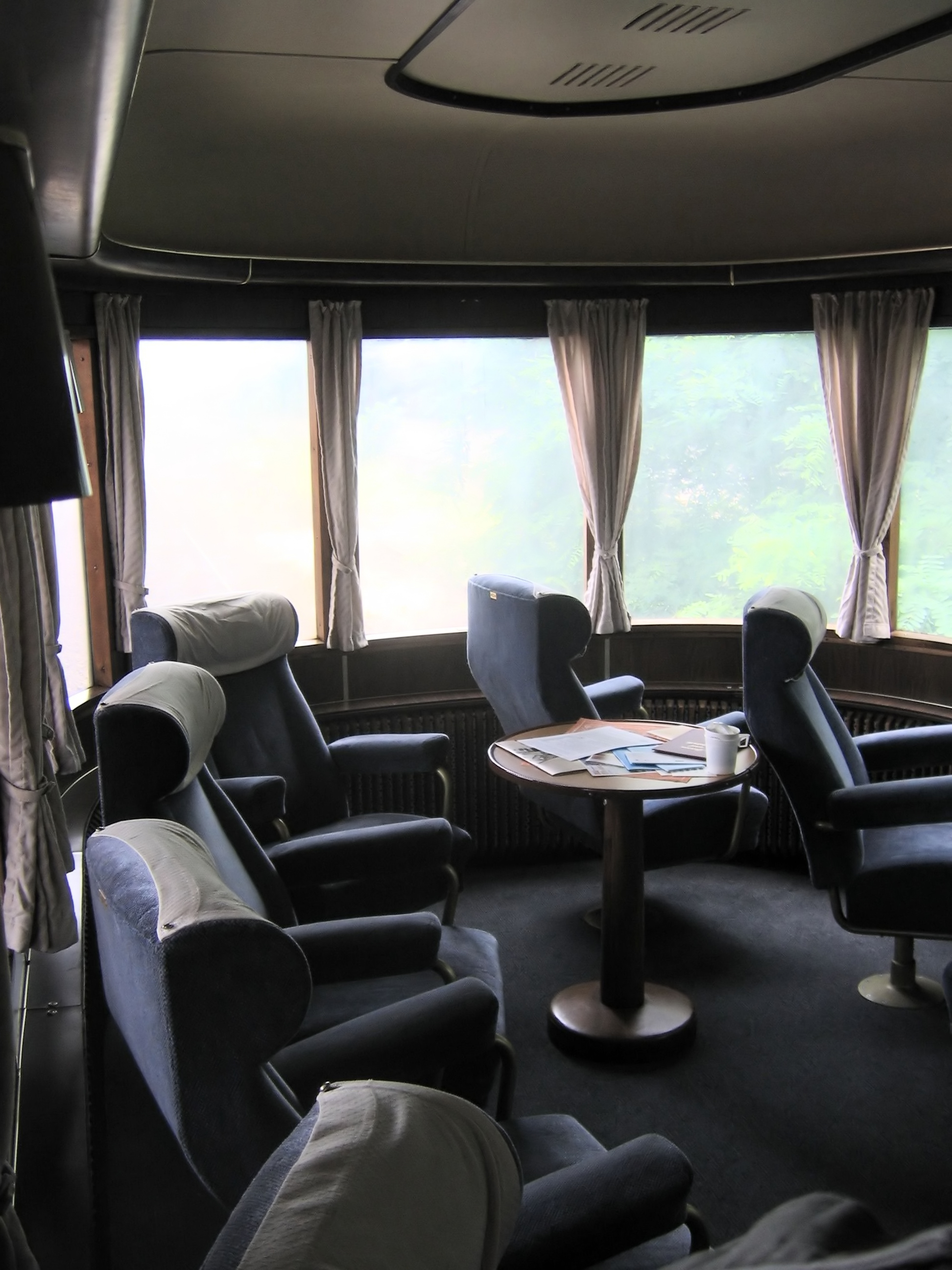
Kanzelwagen-Salon des Gegenzuges der Henschel-Wegmann-Garnitur im Einsatz für den Blauen Enzian

Ein Kanzelwagen ist ein Schienenfahrzeug, das am Ende eines Zuges eingesetzt wird und dort ein Aussichtsabteil hat. Abgeleitet ist dieser Fahrzeugtyp von US-amerikanischen Observation Cars – Aussichtswagen. Heute ist dieser Fahrzeugtyp vor allem in Japan verbreitet.

## Deutschland
Bei der Deutschen Bundesbahn liefen zwei derartige Personenwagen ab dem Sommerfahrplan 1953 im Regelverkehr:
- in der für den „Blauen Enzian“ eingesetzten Vorkriegs-Garnitur des früheren Henschel-Wegmann-Zuges und
- in der zweiten für diese Verbindung hergerichteten Garnitur, da wegen des langen Laufwegs eine Wagengarnitur für den Umlauf nicht ausreichte. Der Kanzelwagen dieser Zugkomposition wurde 1950 aus dem Salonwagen 10217 der Gattung Salon4üe-38/50 umgebaut, der wiederum 1940 aus dem Schürzenwagen 19347 der Gattung C4ü-38 entstanden war. Für den Umlauf im Blauen Enzian erhielt er die Betriebsnummer 11700 und die Gattungsbezeichnung AB4üe-38/50/54. Damit verfügte auch der Gegenzug über einen dem Henschel-Wegmann-Zug vergleichbaren Schlusswagen.[1]

Beide Kanzelwagen zeichneten sich durch eine abgerundete Glaskanzel aus. Die zweite Garnitur wurde nach Umstellung auf das Zweiklassensystem 1956 ausgemustert, der Henschel-Wegmann-Zug konnte sich dagegen bis 1959 halten.
Der Kanzelwagen der zweiten Garnitur ist nach einer Periode in elfenbein/ozeanblau wieder kobaltblau lackiert und gehört heute zum Bestand des Verkehrsmuseums Nürnberg. Nach einem Einsatz bei der Historischen Eisenbahn Frankfurt befindet er sich heute wieder in der Obhut des DB-Museums, Außenstelle Koblenz-Lützel.

## Österreich
Auf der Bosnischen Ostbahn waren vor dem Ersten Weltkrieg Kanzelwagen im Einsatz.

## Schweiz
Die Montreux-Berner Oberland-Bahn in der Schweiz lässt mit dem GoldenPass Panoramic zwischen Montreux und Zweisimmen einen Wendezug verkehren, der an beiden Enden eine Kanzel hat; die Führerkabinen sind wie beim ETR 300 hochgesetzt. 

## Italien
Die ab den 1950er Jahren in Dienst gestellten Triebwagen der Baureihen FS ETR 300 Settebello und FS ETR 250 Arlecchino der Ferrovie dello Stato (FS) hatten an beiden Enden je einen Kanzelwagen. Damit das baulich möglich wurde, war der Lokomotivführer in einer erhöhten und zurückgesetzten Kabine untergebracht. Die Kanzelwagen waren entweder mit einer Bar oder mit acht drehbaren Einzelstühlen und einer Dreier-Bank ausgerüstet.

## Spanien

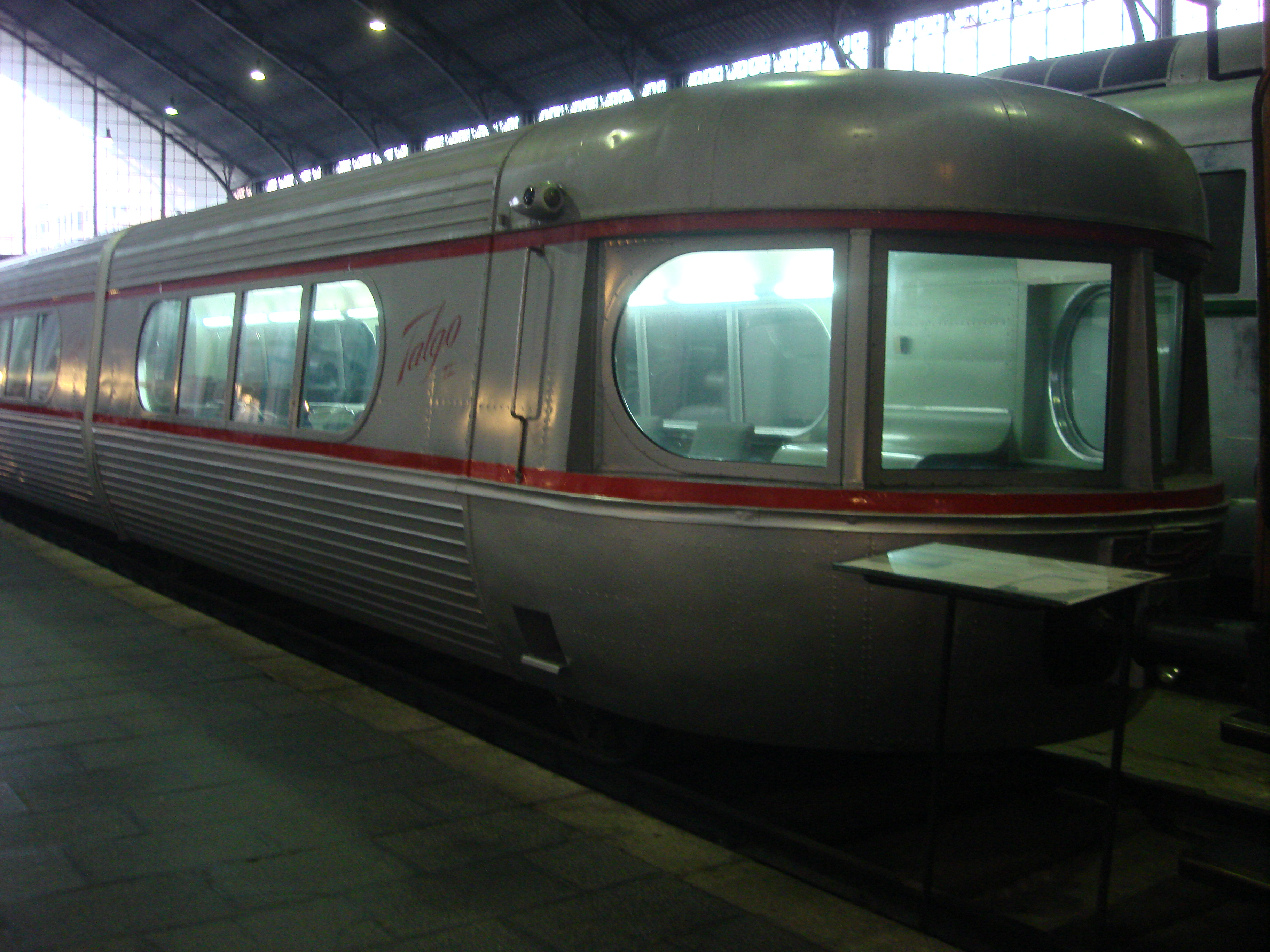
Endwagen des spanischen Talgo II

Die nur in einer Richtung fahrfähigen Garnituren des Talgo II hatten am Zugschluss einen Endwagen mit Ausblick nach hinten. Innen war dieser mit losen Sesseln bestuhlt. Bereits der Prototyp Talgo I, der nie in den Plandienst ging, hatte einen Kanzelwagen am Schluss.

## Nordamerika

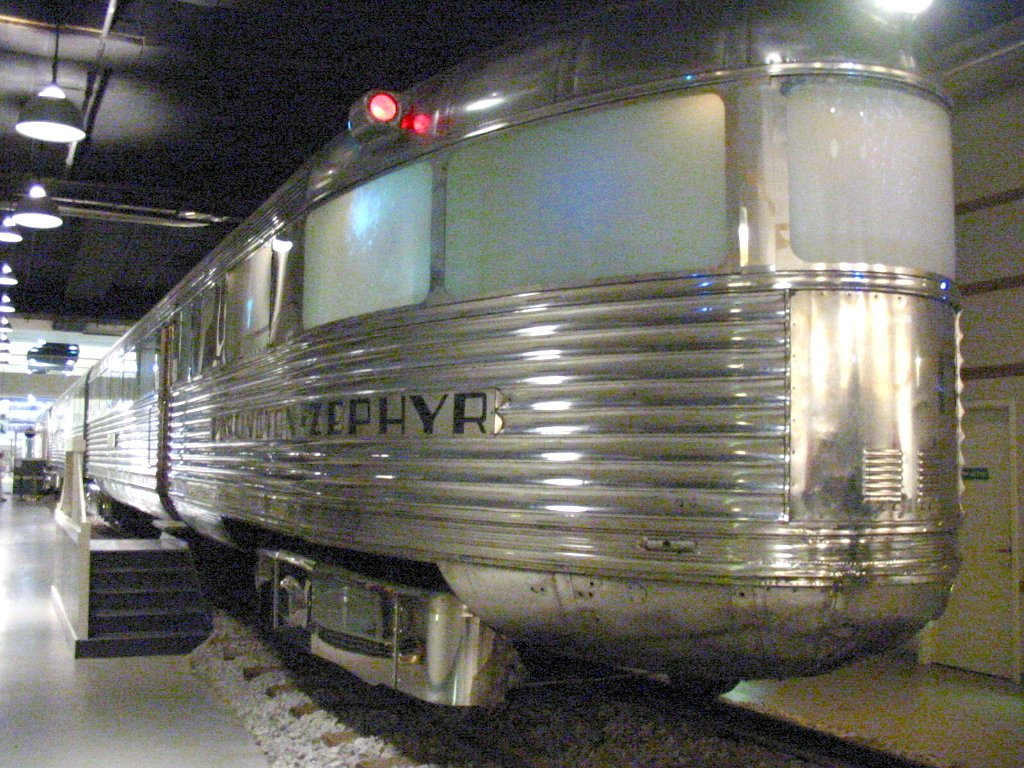
Der Kanzelwagen des Pioneer Zephyr von 1934.

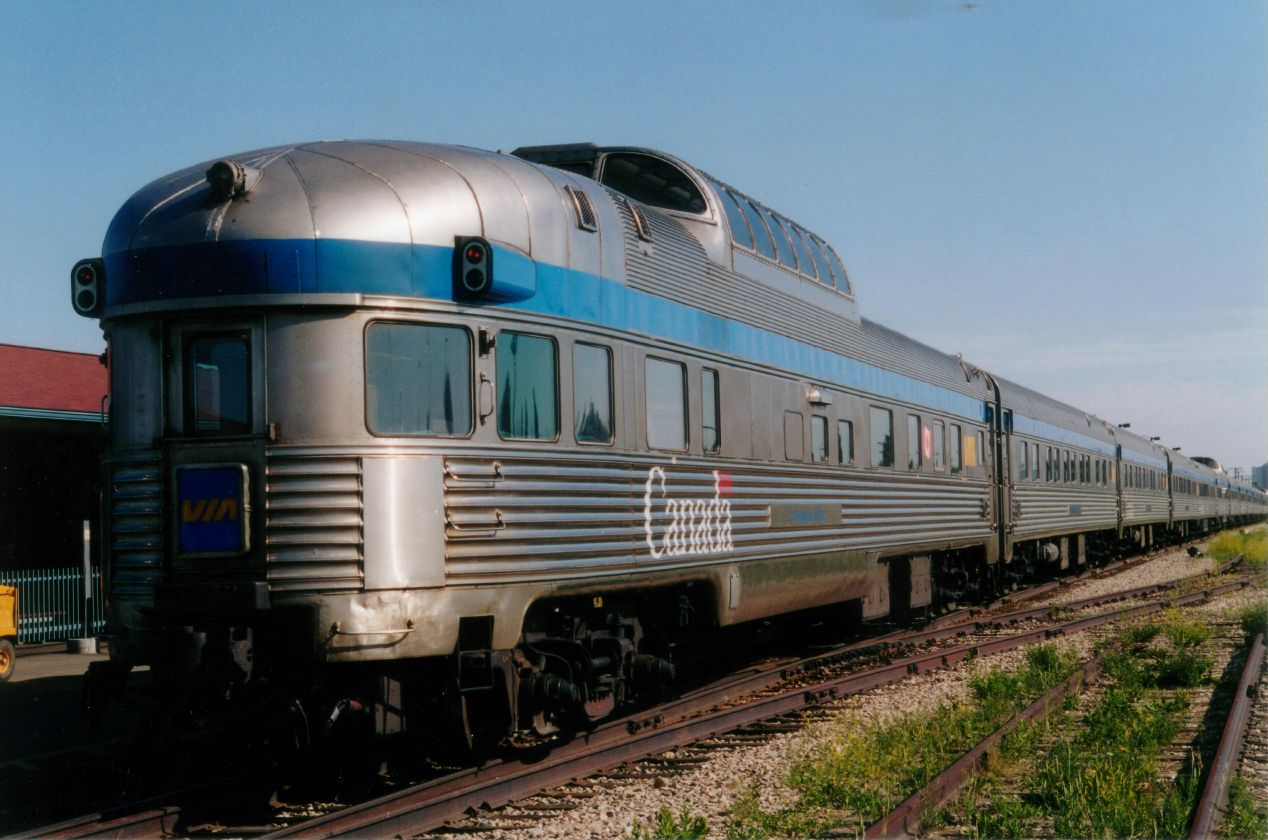
Kanzelwagen der VIA Rail Canada

Relativ verbreitet war dieser Wagentyp in den USA und Kanada als Observation Car. Er wurde und wird bei einigen eher touristisch genutzten Zügen noch heute als Schlusswagen eingesetzt. Als besonders auffällig zeigten sich die Konstruktionen der Milwaukee Road, für die im Industriedesign besondere Formen wie der „Beavertail Observation“ von Otto Kuhler oder der „Skytop Lounge“ von Brooks Stevens entworfen wurden. Die Kanzelwagen des Skytop-Lounge-Designs waren leicht von anderen Formen unterscheidbar, da sie nicht nur gerundet, sondern zum Dach hin auch abgeschrägt und voll verglast waren.
Sechs Bahngesellschaften erwarben gemischte Dach-Aussichts-Kanzelwagen von Budd: Die Chicago, Burlington and Quincy Railroad, die Denver and Rio Grande Western Railroad und die Western Pacific Railroad nutzten sie für ihren gemeinsam betriebenen California Zephyr und die Canadian Pacific Railway für den Canadian und den Dominion. Die Wabash Railroad nutzte sie für ihren Bluebird von Chicago nach St. Louis und die Chesapeake and Ohio Railway sah sie für den Chessie vor, der allerdings nie in Betrieb ging. Die Wagen der C&O gingen an die Denver & Rio Grande, wo sie in der Royal Gorge eingesetzt wurden.

## Japan

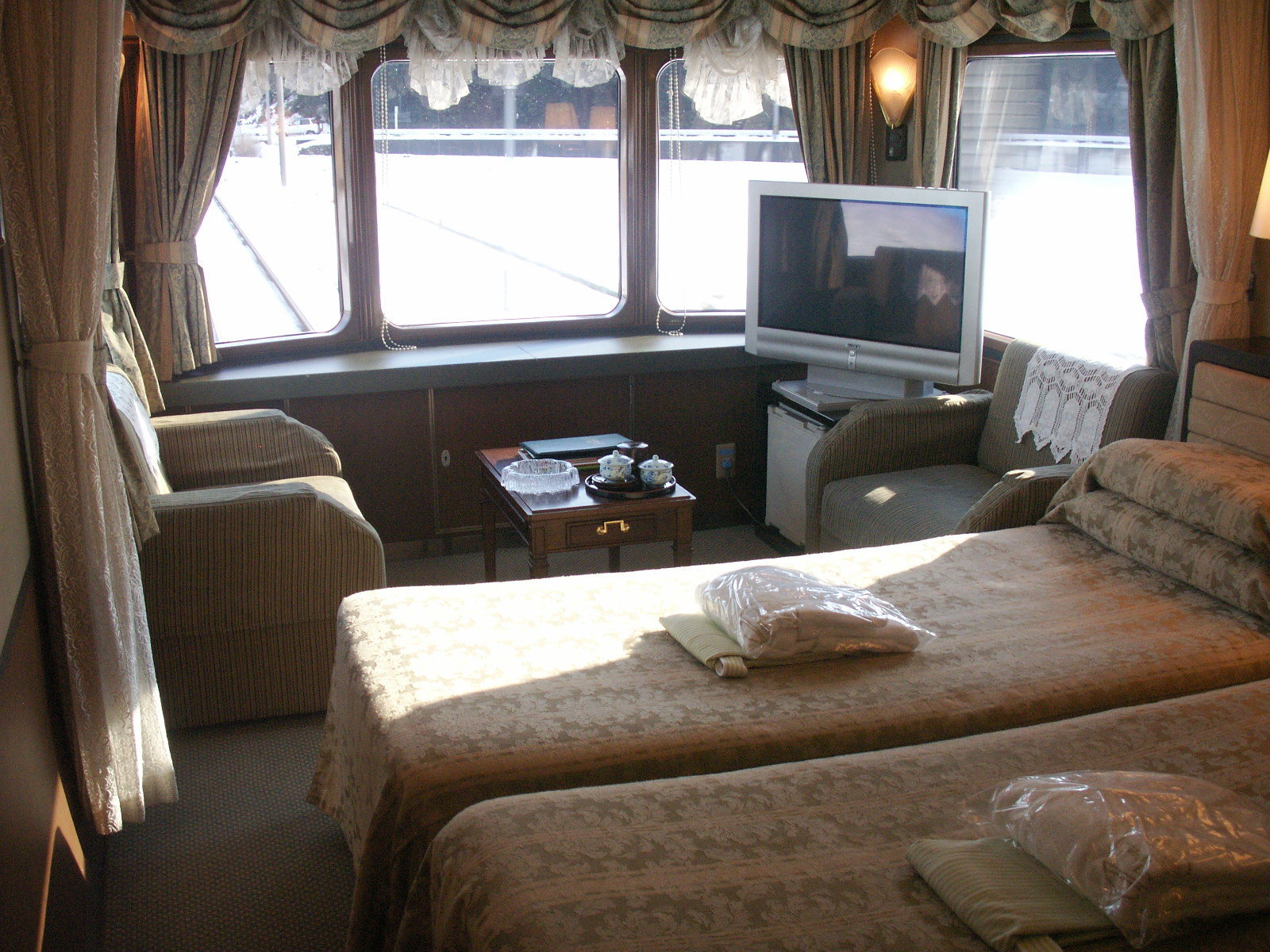
Twilight Express

Im Twilight Express, einem Schlafwagenzug, der bis März 2016 zwischen Osaka und Sapporo verkehrte, wurde im Kanzelwagen ein besonders luxuriöses Zweibett-Abteil angeboten.
Eine Reihe von Bahngesellschaften lassen Triebwagen verkehren, die an beiden Enden je eine Kanzel haben. Die Führerkabinen sind wie beim italienischen ETR 300 nach oben verlagert.

## Sri Lanka
Auf der Bahnstrecke Colombo–Badulla werden in einem Schnellzugpaar und in gemischten Zügen planmäßig Kanzelwagen eingesetzt. Sie können mit Fahrkarten 1. Klasse genutzt werden.

## Südafrika

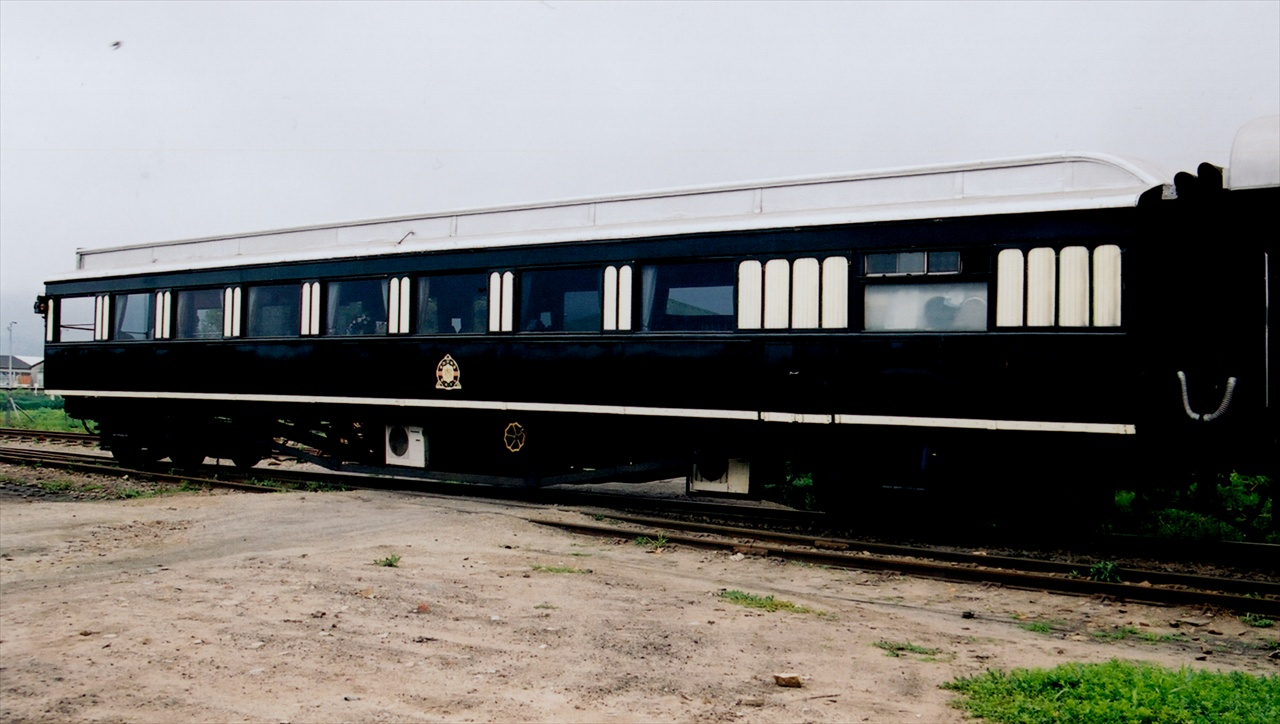
Kanzelwagen von Rovos Rail mit offener Endplattform

Der Reiseveranstalter Rovos Rail besitzt Kanzelwagen, einige auch mit offener Endplattform, die er regelmäßig in seine Luxuszüge einstellt.